# Rainer Höh
Rainer Höh (* 7. September 1955 in Holzelfingen) ist ein Abenteurer, Übersetzer und Reiseschriftsteller.
Neben seinem drei Semester langen Studium der Indologie und Sinologie an der Universität Freiburg schlug Rainer Höh sich zwischen seinen Expeditionen mit Gelegenheitsjobs durch. Nach einer Asienreise wurde Rainer Höh später verstärkt von der Wildnis des Nordens angezogen. Er unternahm Wanderungen, Kanu-, Floß-, Schneeschuh- und Hundeschlitten-Touren in Lappland, Alaska und Kanada.
Zusammen mit seinem Bruder, Axel Höh, suchte er sich in den Weiten des Yukon-Territorium einen Bauplatz für eine Blockhütte. Gepäck und Proviant transportieren die Höhs via Kanu über den Yukon River bei Dawson. Dort lebte Höh einige Zeit lang als Aussteiger abseits der zivilisierten Welt.
Nach der Wende der DDR erkundete er gemeinsam mit seinem Bruder Peter Höh das für ihn unbekannte Land. 1990/91 verfassten beide einen Reiseführer über die neuen Bundesländer. Er gründet eine Wildnisschule und gibt Spezialkurse zum Thema Wald- und Wildniswandern. In seinen weiteren Publikationen gibt er nützliche Tipps zum Thema Outdoor und Survival.

## Publikationen
- Istrien & Dalmatien (Mairs Geogr. Verlag)
- Dalmatien (ADAC Verlag GmbH)
- Istrien und Dalmatien (Motorbuchverlag)
- Deutsche Alpenstraße (Motorbuchverlag)
- Irland (Motorbuchverlag)
- Mecklenburger Seengebiet (Motorbuchverlag)
- Thüringer Wald (Reise Know-How Verlag)
- Wasserwandern Mecklenburg/Brandenburg (Reise Know-How Verlag)
- Outdoor Praxis (Reise Know-How Verlag), ISBN 3-8317-1458-4
- Orientierung mit Kompass & GPS (Reise Know-How Verlag)
- Wildnis-Ausrüstung (Reise Know-How Verlag)
- Wildnisküche (Reise Know-How Verlag)
- Kanu-Handbuch (Reise Know-How Verlag)
- Winterwandern (Reise Know-How Verlag)
- GPS Outdoor-Navigation (Reise Know-How Verlag)
- Wildnis-Backpacking (Reise Know-How Verlag)
- GPS-Navigation für Auto, Motorrad, Wohnmobil (Reise Know-How Verlag)
- Sicherheit in Bärengebieten (Reise Know-How Verlag)
- Clever reisen mit dem Wohnmobil (Reise Know-How Verlag)
- Handbuch Wohnmobil-Ausrüstung (Reise Know-How Verlag)
- Trekking Amerika (Reise Know-How Verlag)
- Floßfahrt nach Alaska (Corad Stein Verlag)
- Blockhütten-Tagebuch (Corad Stein Verlag), ISBN 3-89392-346-2
- Slowenien (Reich Verlag AG)
- Neuengland (Reich Verlag AG)
- Rocky Mountains (Reich Verlag AG)
- Canyonlands (Reich Verlag AG)
- New York City (Reich Verlag AG)
- Canada – Der Mythos des Nordens (Reich Verlag AG)
- Alaska (Reich Verlag AG)
- Wohnmobil – Reisen USA (Reich Verlag AG)
- Outdoor Handbuch (Reise Know-How Verlag)